# Takahashia japonica
La cocciniglia dai filamenti cotonosi (Takahashia japonica Cockerell, 1896) è una specie di insetto, di origine asiatica, appartenente alla famiglia delle Coccidae, che Cockerell ha descritto per la prima volta nel 1896.

## Distribuzione

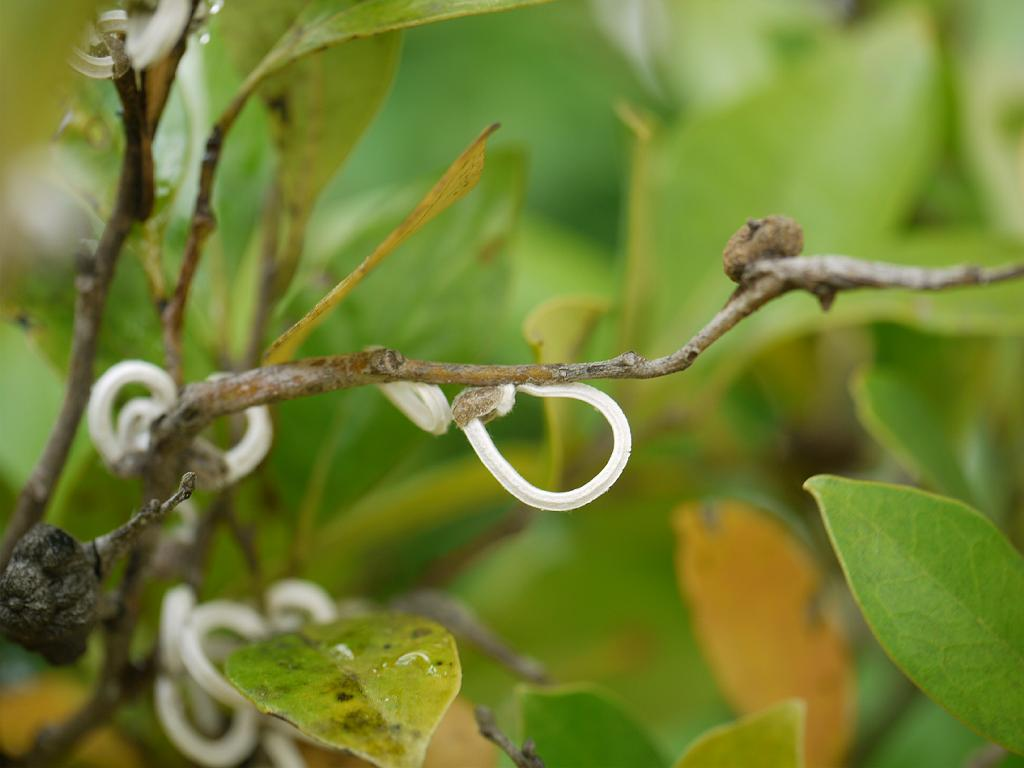
Pianta infestata dalla Takahashia japonica

Originaria del sud-est asiatico, in Europa è stata riscontrata per la prima volta in Italia nel 2017, dove si è diffusa principalmente nelle zone attorno Milano. Negli anni successivi è stata riscontrata la presenza di questa specie anche nel Regno Unito, in Croazia e Ucraina.

## Descrizione
È facilmente riconoscibile dagli ovisacchi, di colore bianco e con forma circolare, che vanno a ornare i rami degli alberi colpiti. Questi ovisacchi possono essere lunghi fino a 7 cm e vengono deposti in numerosi gruppi.

## Biologia

### Alimentazione
Risulta estremamente polifaga, in quanto capace di attaccare molte specie vegetali ed arriva a interessare anche piante di elevato valore ornamentale.

### Riproduzione
Le femmine producono e depositano sui rametti gli ovisacchi nei mesi di aprile-maggio e dopo poche settimane avviene la schiusa delle uova e la fuoriuscita delle neanidi che migrano dai rami alla pagina inferiore delle foglie in prossimità delle nervature.

## Gestione
Le cocciniglie rappresentano il secondo gruppo per importanza degli insetti alieni nella regione EPPO e il loro potenziale di infestazione è molto elevato.
Nel caso di infestazioni circoscritte, il controllo del patogeno può essere effettuato mediante distruzione fisica delle porzioni di alberi interessate, tramite potature fitosanitarie. Al momento non esistono principi attivi o prodotti chimici specifici e testati ufficialmente. È documentata in letteratura l'efficacia di prodotti a base di acetamiprid ed è verosimile l’efficacia di prodotti comunemente utilizzati per il controllo delle cocciniglie. Risulta da valutare scientificamente il controllo tramite insetti predatori, come le coccinelle.